# ポケモン超不思議のダンジョン
- ポケットモンスター > ポケモン不思議のダンジョンシリーズ > ポケモン超不思議のダンジョン
- 不思議のダンジョンシリーズ > ポケモン不思議のダンジョンシリーズ > ポケモン超不思議のダンジョン

『ポケモン超不思議のダンジョン』（ポケモンちょうふしぎのダンジョン）は、スパイク・チュンソフトが開発し、ポケモンより2015年9月17日に発売されたニンテンドー3DS用ダンジョンRPG。アメリカでは同年11月20日、ヨーロッパでは2016年2月19日にそれぞれ発売された。

## あらすじ
ある日突然、ポケモンの子どもとしてポケモンの世界にやってきてしまった元人間の主人公は、自分の名前と「自分は人間だった」ということ以外の記憶を全て失くし、路頭に迷っていたところを三体のオーベムに襲われる。
そこへ通りかかったコノハナを巻き込んで、なんとかオーベムたちから逃げ切った主人公は、コノハナの厚意により、おだやか村にあるコノハナの家に居候させてもらいつつ、そこで自分の記憶を探すこととなった。
やってきたおだやか村でパートナーと運命的な出会いを果たした主人公は、自由奔放なパートナーに振り回されつつ、賑やかな学校生活を送る。
やがてパートナーから「ポケモン調査団に入って世界の謎を解き明かす」という夢を明かされた主人公は、パートナーと真の友情の証である「きずなのスカーフ」を分けあい、自分自身も記憶を取り戻すため、パートナーと共におだやか村を旅立つ決心をする。
一方その頃、世界の各地で、ポケモンが石化するという現象が多発していた。

## 概要
登場ポケモン
前作『ポケモン不思議のダンジョン マグナゲートと∞迷宮』の約150種から増加し、『ポケットモンスター X・Y』で初出のものも含めた720種類のポケモンが総出演する。
つながりオーブ
前作までの依頼掲示板に代わるシステム。また、依頼は何個でも受けることができる。
相関図の様にポケモンの顔と名前が映し出され、ポケモンが抱える悩みやお願いを依頼として受け取る形式となっている。ダンジョンを探索して依頼を解決するとポケモンが仲間になり、映し出されるポケモンが少しずつ増えていく。
超やる気
調査団入団以降、朝礼終了時にその日「超やる気」状態の三匹のポケモンが時々発表されることがあり、そのポケモンたちはその日の冒険で手に入る経験値が3倍になる。
ラピスとリングル
従来の「かしこさ」に替わる形で搭載された新システム。
ラピスという特殊な力をもったアイテムをリングルにはめ、それを装備することで様々な追加効果を得ることができる。「かしこさ」とは違い、ラピスの効果はその場限りのものであり、ダンジョンから脱出するとラピスは消える。なお、リングルは無くならない。
一つのリングルにはめられるラピスの数はリングル側のくぼみの数に依存するが、一時的にアイテムで増やすことも出来る。また、ラピスはリングルにはめる以外にも単体のアイテムとして使用することが可能で、その時はラピスの色に応じてHP、こうげき、とくこう、ぼうぎょ、とくぼう、すばやさのいずれかが上がる。なお、この効果も一時的で、ダンジョンから出れば元に戻る。
リングルも種類によっては単体で効果を持つものもあり、前作までの「スカーフ」と似た立ち位置のアイテムといえる。
メガシンカ
ポケモンシリーズ本編作品とメガシンカの条件が大きく異なり、ダンジョン内で拾える「覚醒ラピス」をリングルにはめそれを持たせることによって特定のポケモンをメガシンカさせることが出来る。
また、メガシンカが超不思議のダンジョン発売時点で発表されていないポケモンについては、「覚醒ラピス」をはめたリングルを装備することで「覚醒状態」となり、一定時間前方からの攻撃を受けない半無敵状態になる。なお、覚醒状態が解除される条件はメガシンカと同じである。
レンケイ技
本作初登場となった。「レンケイ技」はRボタンを押しながらLボタンを押すと「レンケイ技待機モード」になる。その状態でAボタンか下画面をタッチすると発動する。なお、2ターン以上かかる技(未来予知、ソーラービームなど)は選べない。
その他
前作から「あずかりボックス」と「わざの成長システム」が受け継がれている。条件を満たすと進化できるようになるが、過去作と違い進化に必要なのはレベルのみとなった。また、前作では一部ダンジョンでしか無かった、おなかシステムが全面的に復活した。
過去作との繋がり
今作ではポケモン達の発言等が過去作で重要キャラクターとして登場した時の内容を思わせるものになっていたり、他の大陸が過去作の舞台と類似した地形になっている。
登場ポケモンに関しては数が多い為、ここでは省略する。

## 登場ポケモン

### 主要人物
主人公
プレイヤーの分身。
目覚めるとポケモンの子供に変身していた人間。「自分が人間だった」事と名前以外の記憶を失っている。一人称は「自分」。
おだやか村で出会ったパートナーと調査団見習いを結成する。性別の設定は無いが、ピカチュウを選ぶと尻尾がオスの物になる。
パートナー
主人公の相棒となるポケモンの子供。一人称は男の子が「ボク（カッコいい）」か、女の子が「ワタシ（可愛い）」。
協調性に欠いており学校内では問題児扱いされ、クラスメイトのポケモンたちからも浮いた存在として扱われているが、危険を顧みず敵に闘いを挑むなど他者の為に戦える勇敢さと優しさを持っている。
夢は調査団に入って世界の全てを解き明かす事。
嫌いなものは幽霊。

### おだやか村
コノハナ
オス。最近おだやか村に引っ越してきた村民。家はアバゴーラとパートナーの家の隣。語尾に「だど」と付ける癖があり、訛った喋り方をする。
面倒見がよく、オーベムたちに襲われていた主人公を助け、自宅に居候させ保護者代わりとなる。度々家を空ける事も。主人公とパートナーが村を出た後も、二匹の様子を見るために調査団を訪れている。
その正体はポケモンの石化事件を起こしていた犯人であり、オーベム・イベルタル共々ダークマターの支配下にあった。ワルビアルに予告状を配らせていたのもコノハナであり、用済みになると彼をあっさり石に変えてしまった。主人公をあえて手元に置いたのも「光の水」の封印を解かせ、そのパワーを取り込む為。
主人公に敗北した後は一時はその場から逃げ出すも、主人公たちがダークマターに追いつめられた時はイベルタルやオーベムと共に主人公たちを助けに現れた。
全てが終わった後はおだやか村の住民たちに謝罪して回った後村を去っていったが、その罪滅ぼしの為にデンリュウやネイティオ達が考えたある作戦の重要な役割を自ら買って出る事になる。
アバゴーラ
オス。パートナーの育ての親。パートナーからは「おじい」と呼ばれている。
老齢故か口うるさい。心配するあまりパートナーに辛く当たってしまうことも。一方で料理上手であり、自身の料理の腕には相当自信がある様子。
ロゼリア
メス。おだやか村の住人の一人。身体があまり丈夫でなく、異常気象のせいで更に体調を悪化させてしまう。
スボミー
ロゼリアの子ども。学校には入学していない。母のために危険を犯してまで蜂蜜を取りに行くなど優しい心を持つ。

#### 村の学校
ヒヤッキー
恐らくオス。校長。
子供達の自主性を大事にして、のびのびと育てている。いつも笑顔が絶えない。
ミルホッグ
オス。教頭。
周りの学校の反応を気にしていて、学校で問題が起こるのを恐れており、問題児であるパートナーには常に目を光らせている。
褒められ好きなお調子者で、チーム名にも自分を褒めるような名前を付けるなどやや自尊心が高い。
幽霊騒動の際、夜の学校の見回り中に災難に遭遇しその際の恐怖によりしばらく寝込む事になってしまう。
タブンネ
メス。保健の先生。村のお医者さんを兼任している。
カモネギ
オス。主人公とパートナーが在籍するクラスの担任。真面目な性格だが、よく授業を中断される。
ヤンチャム
オス。主人公とパートナーのクラスメイト。ガキ大将的な立ち位置。
チョボマキ
オス。主人公とパートナーのクラスメイト。常にヤンチャムと一緒に行動している。
シキジカ
メス。主人公とパートナーのクラスメイト。クラスのアイドル的存在。姿は「はるのすがた」で固定。
かわいい見た目とは裏腹に、根がしっかりしていてヤンチャムやチョボマキにもはっきりと物を言う。ヤンチャムとチョボマキに好意を持たれているが本人は少々煙たがっている。
ニャスパー
メス。主人公とパートナーのクラスメイト。テレパシーで会話できる力を持つ。
口数が少なくクールな性格。大人びた考え方をしており、クラスでも一目置かれる存在だが、若干観点がずれている所もある。
穏やか学校の生徒の中では最も冷静な思考力を持っており、幽霊騒動の際は気絶したフリをしてヤンチャムとチョボマキがさらわれた先を追跡し、犯人の居場所を突き止めた。
中盤の石化騒動では数少ない石化を免れたポケモンとなる。その後、デンリュウの要望でコノハナ達のスパイのふりをした二重スパイを買って出る。
ヌメラ
オス。主人公とパートナーのクラスメイト。クラスの中で一番年が幼い。

### ポケモン調査団
デンリュウ
恐らくオス。ポケモン調査団の団長。天然な性格で物事を全部スタイリッシュにこなそうとする。方向音痴。口癖は「やれやれ」「アンポンタン」。
子どもが夢を追いかけることや冒険することに寛容だが、一方で「子供は調査団に入れない」と言う決まりを作っている（しかしあっさりと破棄してしまう）。
極度の方向音痴。行ったことのない土地では確実に迷子になり、おだやか村の小さい広場の中ですらフラフラさまよってポケモンや物に激突を繰り返すほど。そのせいで連絡係のデデンネにもよく怒られる。おまけに天然故かどこか考えそのものもずれており、パートナーに調査団で働いているのかを聞かれた際も否定している（後に理由は判明するが余計に意味が分からなくなる）。しかし実力は団長を名乗るだけあって冒険の能力は高く、仲間からの信頼そのものは厚い。
中盤の石化事件ではジラーチ共々石化を免れており、元凶であるダークマターを倒すべく生命の木の在り処を探していた。
全てが終わってからは消えたパートナーを取り戻すためクチート・コノハナ・オーベムらと尽力し、また主人公にはパートナーを取り戻せる可能性を示唆し、ネイティオの元へ向かわせた。
番外編ではアバゴーラの家に無断で入った挙げ句、ペロッパフと共に手料理を全て食べるという暴挙に出る。遠回しにそれを暴露したため、彼の逆鱗に触れた。
クチート
メス。ポケモン調査団の調査員で考古学者。
考古学者らしく知的で観察眼も鋭い。冒険の経験も豊富で、仲間からの信頼も厚い。
石化事件の謎を解くため、他の調査団メンバーたちとともに古代遺跡に向かうもののオーベム達に騙され石に変えられてしまう。
虚無の世界でら元の世界へと繋がる希望の扉を目指して主人公らとともに地天の山を登るが、無限に現れる虚無の影の前に絶体絶命に追い込まれてしまう。
しかしそこでエンテイから「主人公とパートナーに全てを託す」という真の目的を明かされ、三聖獣と協力して主人公とパートナーが希望のとびらに向かう時間稼ぎを担い、自身は虚無の世界に残った。
全てが終わった後は無事元の世界に帰還しており、消えてしまったパートナーを取り戻すためにデンリュウ・コノハナらに協力する。
ジラーチ
ポケモン調査団の天文学者。出身は星の洞窟。太陽の軌道と星の寿命を読み取る力を持つ。自称天才。
ブイゼル
オス。ポケモン調査団の調査員の一人。
担当は水中の調査。短気だが曲がった事が大嫌いな性格。性格故か問題のあるポケモン達を目の敵にしている。
ホルビー
オス。ポケモン調査団の調査員の一人。一人称は「オイラ」。
担当は地中の調査。耳で穴を掘る事が得意。
アーケン
オス。ポケモン調査団の調査員の一人。
飛べないのに空の調査を担当している。そのため「とべずのアーケン」という不名誉な通り名を持つものの本人は気にしていない上、飛べないことを自覚している。面倒見のいい性格で主人公らの世話を焼いてくれる。しかし、パートナーと主人公の分のパスポートを自腹で購入した時に「とほほ」と言い落ち込むあたり、ケチな一面もある。
デデンネ
メス。ポケモン調査団の通信係。
電波を使って、離れた場所にいるメンバーの連絡を取る仕事をしている。寝泊まりはしていない。
ペロッパフ
メス。ポケモン調査団の給仕係。
仕事はきちんとやるものの食いしん坊で、つまみ食いするため、他の団員達は食事が取れなくなる事もしばしば。それで彼らの怒りを買うこともある。そのため、クチートとは対照的に仲間からは嫌われている。
なお、番外編ではアバゴーラがつまみ食いの被害に遭った。

### その他のポケモン
オーベム
オス。ポケモンになった主人公に襲いかかった謎のポケモン。3匹で行動しており、主人公を付け狙う。
ガバイト
オス。モグリュー炭鉱の主。
モグリュー
オス。モグリュー炭鉱で働いている。どの個体も恥ずかしがりやなのかよく緊張してしまう。
スピアー・ミツハニー
カンロ草原に生息している働き蜂のポケモン。
スピアーは「ああいそがしい！」、ミツハニーは「きゃーせわしい！」とそれぞれ話の最後につける。
ビークイン
メス。カンロ草原の女王。スピアー・ミツハニーのハチミツ作りの作業をまとめている。
ニョロボン
オス。ニョロボンリバーを縄張りにしている三兄弟のニョロボン。子分はニョロモしかいない。
ワルビアル
オス。ワイワイタウンで札つきのワルと知られている。子分としてワルビルを連れている。主人公を尾行するなど、少しばかし不穏な行動をとっている。
ワルビル
オス。ワルビアルの子分。
ブーバーン・ブーバー
炎の島の火山を住処にしているポケモン。
ラクライ・モロバレル・スコルピ
パラムタウンの住人。
セレビィ
デンリュウの古くからの友人。石化事件の調査を協力しており、「ときわたり」で過去へ行き事件の事について調べていた。「探検隊」の色違いセレビィとは別個体。
ネイティオ
オス。精霊の砂丘を住処にしており、現代にいながら過去と未来を見通すことができる。「救助隊」に登場した個体と同じ。
フーパ
ラムルタウンのどこかにランダムで出現する「まじんのツボ」に住み着いているポケモン。
リングで伝説のポケモンを呼び出したりするなど冒険の手助けをしてくれる。

### 施設
カクレオン商店
カクレオンが経営する店。ダンジョンに必要なアイテムを売買している。また、ダンジョン内にも時々カクレオン商店のフロアがあり、ダンジョン内で買い物をすることができる。
ルチャブルのわざカクトウッー！
ルチャブルが経営。店主のルチャブルの口癖は「トウッー！」。わざを思い出す・技を忘れさせる・特性を変更させることができる。
デスカーンのゴールドゴージャス
デスカーンが経営。ダンジョンで拾った金塊を道具と交換できるが、道具から金塊には変えれない。
主人のデスカーンは金塊が大好きだったり、老人のような喋り方をするなど「マグナゲート」に登場したデスカーンと同一個体であることがうかがえる。
ガルーラのポケモンカフェ
ガルーラが経営。悩み事を解決した時に時々もらえるお礼を受け取れる。
昔はガルーラ倉庫を経営していた。
クレッフィのカギあけ店
クレッフィが経営。ダンジョンで手に入れた宝箱の中身を取り出してくれる。
ニャースシアター
ニャースが経営。特別なダンジョンが用意されており、そのダンジョンの様子を映画として保存できる。またインターネットで他のプレイヤーの映画を見ることができるが、現在は更新プログラムによって廃止になっている。
ラプラス大陸便
ラプラスにパスポートを見せると、別の大陸に行くことができる。

## 特性
特性が二つあるポケモンは、どちらか一つの特性になる。また、ルチャブルのわざカクトウッー！でルチャブルコインがあれば特性を変更できる。ただし、夢特性(隠れ特性)に変更できない。
なお、特性「ゆうばく」は、技を与えたポケモンに大ダメージを受ける。
また、特性「すいすい」は、天候が雨ならば、出したわざを二回連発する。
といった、本家とは違う仕様になった。

## 相性の変更
本家と前作までとは違い、相性によるダメージが変更されている。「効果がない」場合のみ0倍になり、技が効かない。また、レンケイ技の場合は「いまひとつ」と「効果がない」場合のときは通常ダメージと同じになる。
しかも、特性による効果も無効になる。
例)貯水、もらい火など

## 世界設定
従来の「ポケモン不思議のダンジョン」シリーズ同様、基本的に住民はポケモンのみ。

### 大陸
ラプラスにパスポートを見せた時に行ける大陸だが、この世界には水・風・霧・砂・草の5つの大陸が存在する。前述の通り、ラプラスに乗って移動することができる。

## 用語
おだやか学校
おだやか村にある子供のポケモン達が通う学校。
校長はヒヤッキー、教頭はミルホッグ、保険医にタブンネがいる。
通常子ども達の授業を受け持つのはカモネギだが、まれにミルホッグが授業を行ったり、保健の授業の時はタブンネが教鞭をとっていた。なお、校門での生徒のお出迎えとお見送りは日替わりで行われている。時には学校裏の森で実践的な授業が行われることもある。
元人間である主人公もポケモンとしては子どもだったため、体裁の為にもコノハナに促されて学校に通い始める。
ストーリーが進むと後述するダークマターの影響で星の温度が上がり、繰り上がりで夏休みに入った。
きずなのスカーフ
主人公とパートナーがペアで身に付けているおそろいのスカーフ。パートナーはアバゴーラに拾われた時から身につけていた。
実は古代で、将来のダークマターとの戦いに備えてミュウが生命の木の一部を使って作り出したものであり、不思議な力を秘めている。
主人公たちに危機が迫るとスカーフが反応して不思議な力によって一時的に進化を遂げることが出来る。
つながりオーブ
これまでのシリーズにあった掲示板に代わる新たなシステム。おだやか村に現れたデンリュウがくれる。
「つながりオーブ」には、それまでに主人公が出会ったポケモンや、つながりを持っているポケモンが映し出され彼らが悩みや願い事をつぶやいているとそれが見えるようになっている。
そのため、彼らの悩みやお願いをもとに調査を行い解決してあげるとそのポケモンから感謝の気持ちとして報酬を受け調査団ポイントが上がると共につながりオーブが反応し仲間にすることができる。
また、調査団ポイントが一定まで上がるごとにガショエタワーが更新され調査団ランクが上がっていく。
ポケモン調査団
ワイワイタウンにあるデンリュウが団長のポケモン調査団。
毎日、様々なものを調査するため調査団のポケモン達は世界中を飛び回っている。
基本的に子供は入れないことになっていたが、団長であるデンリュウが主人公とパートナーのために決まりを変えてしまい、入ることができた。
子供のポケモンでも調査団に協力することは可能。ストーリー終盤にはおだやか村のニャスパーが石にされたデデンネに変わって連絡役を勤めることになる。
ラプラス大陸便
飛んだり泳いだりすることができないポケモンが別の大陸に行くときに必要となる交通手段。
しかし、ラプラスに乗るためにはカクレオンから有料でパスポートを買い、ラプラスに見せなければならない。
子どもは通常、大人の保護者同伴でなければ大陸を渡ることはできないが、主人公とパートナーは調査団ということで特別に二匹だけでも乗せてもらうことが出来る。
石化
ダークマターに支配されたポケモンのある攻撃によりポケモンが石にされてしまう現象。
石化したポケモンの魂は虚無の世界に閉じ込められてしまう。
石から元の姿に戻るには自力で虚無の世界から脱出するか光の水をかけるかダークマターを無力化しなければならない。
古代の足形文字
古代のポケモン達が石に刻んで書いた足形文字のこと。
現在の言語とは異なるため普通のポケモンは読むことができず一部のポケモンしか読めない。
クチートによるとその内容はとても重要な内容であり、古代のポケモンが将来起こりうるダークマターとの戦いに備えて書いたものであるらしい。
封印の泉
テンケイ山の頂上にある泉。
光の水を悪意あるものから守るために封印されているため、こう呼ばれている。
光の水を悪意あるものに全て吸いとられ枯れてしまうと大変なことになるので古代のポケモン達によって人間にしか封印を解けないように仕掛けられている。
さらにテンケイ山の中腹には保安官のジバコイル達がゲートを閉じ光の泉への道を塞いたうえで警備を行い厳重に守られているためおだやか村では村の聖域と呼ばれている。
虚無の世界
石化されたポケモンの魂が閉じ込められる世界。
この世界ではテレパシーを使っても遠くまで電波が飛ばないようになっており再開するのが難しくなっている。
至るところに古代文字が刻まれており脱出するためのヒントとなっている。
また、ここに出てくる敵ポケモンは悲しみや憎しみなどが具現化した幻影でいくら倒しても次々と湧いてくる。
虚無の世界も非常に広大なため全容は明らかになっていないが古代遺跡の最深部の部屋で石化すると飛ばされる虚無の世界の底に入ってしまうと脱出は困難である。
この世界から脱出して石から元に戻るには地天の山の頂上まで登り虚無の影を追い払ったあとに一瞬だけ現れる希望の扉という一筋の光に飛び込まなければならない。
虚無の影
虚無の世界に現れる黒いアメーバ状の生命体。
この虚無の影に取り込まれてしまうと意識を失った後その場から消えてしまうので自力で虚無の世界から脱出することが不可能になる。
その上虚無の影の中は真っ暗でネバネバしている為取り込まれると身動きも取れなくなってしまう。
そして取り込んだあと取り込んだポケモンの姿に変身することができ、それが虚無の世界では敵ポケモンとして出てくる。本編ではメガバンギラスやメガゲンガーにまで姿を変えている。が、姿しか変わらない為ホルビーに変身した際は本人が使わない1人称である「オレ」を使ってクチートに暴かれてしまった。
ダークマター
今作の黒幕。
ポケモンの怒りや憎しみなどといった負の感情が集まってできたもので、ポケモンを石化させることでエネルギーを得て成長する。「様々な感情」の集まり故か口調が一定していない。
人の心を支配する力を持つ。その力でイベルタル・コノハナ・オーベムを支配下に置き石化事件を引き起こしていた。
感情の集まり故にポケモンの負の感情が存在する限り完全に消滅せず、さらに復活する度にその力を増す。
生命の木に取り付いており、生命の木から精気を奪うことによって衰弱させ、枯れた生命の木が大地から引き剥がされることによって星自体の速度低下を引き起こし、太陽と衝突させて世界を滅亡させようとしていた。
実は古代でも(人間の)主人公と（パートナーの前世の）ミュウによって倒されていたが、完全な消滅はしていなかった。
激戦の末、主人公とパートナーによって追い詰められた際も自身が未来において復活すると言ったが、かつてミュウだったパートナーにその感情を受け入れられる事によって完全に撃破され、感謝の意を述べて消滅していった。
生命の木
南の島のはじまりの森の中央にある巨大な木。また、ゼルネアスはこの木の化身である。
主人公とパートナーが身につけている「きずなのスカーフ」はこの木の一部を使って作られたもので、超進化の力もこの木がスカーフを通して二匹に送っていたもの。
この星やポケモン達に常に生きる精気とエネルギーを与え続けている。
生命の木の命はそのまま星の命に直結しており、枯れてしまうと、生命の木は大地から離れ太陽に吸収されてしまい、木を失った星もやがて速度を失い太陽に吸収されることで世界は滅亡してしまう。
星の周期とともに復活したダークマターに取り付かれ、精気を奪われたことによって枯れる寸前まで弱らされていた。それが星に影響をあたえ、徐々に太陽に近づいていたことが異常気象につながっていた。
今回の事件では、遂に星から引き剥がされてしまったものの、アルセウスの呼びかけに答えたポケモン達が木の上昇を抑え、その間に主人公たちが生命の木内部に侵入し、元凶であるダークマターを討ち果たしたことで無事大地に戻った。
主人公たちが初めて訪れた時は殆どの葉が落ち、残った葉も黒く、幹も灰色に変色して枯れる寸前といった容貌だったが、復活後は虹色に光る葉と、藤の様に垂れる金色の花、同じく黄金に輝く幹という美しい姿を見せてくれる。

## 音楽
作曲者はノイジークロークからいとうけいすけ、川越康弘、村上徳子の三名。
収録されているBGMは、すべて「ジュークボックス」で聞けるようになっている。
この内いとうけいすけはシリーズ二作目にあたるポケモン不思議のダンジョン 時の探検隊・闇の探検隊及びマイナーチェンジ版のポケモン不思議のダンジョン 空の探検隊と前作にあたるポケモン不思議のダンジョン マグナゲートと∞迷宮にも参加。川越康弘もポケモン不思議のダンジョン マグナゲートと∞迷宮から引き続きの参加である。
なお、曲ごとの個別の作曲者はシリーズを通して現在公表されていない。
171曲収録されているので、ここでは、収録されている曲の中から数曲を選抜するものとする。
パートナーのテーマ
その名のとおりパートナーのテーマ曲となる曲である。笛の素朴なメロディーが特徴的で、オルゴールバージョンも収録されている。
活発なパートナーとは対照的に落ち着いた印象の曲想で、パートナーがミュウの生まれ変わりであることを予感させる。
今作では「ダークマター戦　セカンド」を初めとし、様々な曲にアレンジされている。
ワイワイタウン
調査団の拠点となるワイワイタウンのBGM。
シンリョクの森
ダンジョンの一つのであるシンリョクの森のBGM。
炎の島の火山
ダンジョンの一つである炎の島の火山のBGM。
対決!カザンのエンテイ!
エンテイの専用BGM。エンテイの猛々しい雰囲気をイメージしたBGM。エンテイ以外にもゼクロムとレシラム戦の際に流れる。
イベルタルたちとの戦い
イベルタル、コノハナ、オーベムらの戦闘BGM。イベルタルたち以外にも、ダークライ、キュレム（ブラック/ホワイト）戦の際に流れる。
ダークマター戦　セカンド
本作のラストバトルとなるダークマター第二形態との戦闘曲。闘争心を奮い起たせるような曲である。途中、パートナーのテーマのアレンジが加えられている部分もあり、ファンからの人気も高い。
レックウザとの戦い
救助隊シリーズより。今作ではメガレックウザ戦に使用されている。
けっせん!ディアルガ!
探検隊シリーズより。闇のディアルガ戦の戦闘BGMで、ポケダンシリーズ屈指の知名度を誇る人気曲の一つ。今作もディアルガ戦の際に流れる。
カゲロウとうげ
マグナゲートと∞迷宮より。カゲロウとうげ、カゲロウとうげ　奥地、まぼろしのカゲロウとうげの三曲が用意されており、三曲ともメロディーは同じであるが、それぞれアレンジが違う。
キュレム！宿命の戦い
マグナゲートと∞迷宮より。今作もキュレム戦の際に流れる。
氷触体 ファースト
マグナゲート∞迷宮より。氷触体第一形態の戦闘曲。今作はゲンシグラードン、ゲンシカイオーガ戦の際に使用されている。

## 漫画
漫画雑誌「月刊コロコロコミック」2015年10月号にて、本作を元にした読み切り漫画『ポケモン超不思議のダンジョン それいけ!新米調査団!』が掲載された。漫画は高枝景水。
リオルとなってしまった元人間の主人公が、パートナーのケロマツと出会い冒険するストーリー。
翌月の「月刊コロコロコミック」2015年11月号にて、この漫画の舞台を元にした追加ダンジョン「コロコロ峠」のパスワードが配布された。